# إيلين غراف
إيلين غراف (بالإنجليزية: Ilene Graff)‏ هي مغنية وممثلة أمريكية، ولدت في 28 فبراير 1949 في بروكلين في الولايات المتحدة.

## أعمال

### أفلام
- (2006) حب آنابيل

## وصلات خارجية
- الموقع الرسمي
- إيلين غراف على موقع IMDb (الإنجليزية)
- إيلين غراف على موقع ميوزك برينز (الإنجليزية)
- إيلين غراف على موقع قاعدة بيانات برودواي على الإنترنت (الإنجليزية)
- إيلين غراف على موقع قاعدة بيانات الفيلم (الإنجليزية)